# Puig Alt Gran
El Puig Alt Gran  és una muntanya de 193 metres a cavall dels municipis del Port de la Selva i Cadaqués, a la comarca de l'Alt Empordà i França.